# Panopeus lacustris
Panopeus lacustris är en kräftdjursart som beskrevs av Desbonne 1867. Panopeus lacustris ingår i släktet Panopeus och familjen Panopeidae. Inga underarter finns listade i Catalogue of Life.